# 130072 Ilincaignat
130072 Ilincaignat este o planetă minoră (asteroid), cu un diametru de 4,868 km, din centura de asteroizi. A fost descoperită pe 3 noiembrie 1999 la Catalina Station⁠(d) de Catalina Sky Survey. 
Obiectul prezintă o orbită caracterizată de o semiaxă mare de 2,8822652293479 UAi, o excentricitate de 0,18, o înclinație de 10 ° în raport cu ecliptica.